# Association des producteurs de lait indépendants
L'Association des producteurs de lait indépendants (APLI) est une association d'agriculteurs producteurs de lait en France.
L'APLI est une association créée en décembre 2008 qui se veut en dehors des syndicats agricoles, et, notamment, de la FNSEA et de sa branche laitière la Fédération nationale des producteurs de lait. Elle est toutefois proche de la coordination rurale.
Elle était en pointe lors de la « grève du lait » de 2009, période à laquelle le revenu des éleveurs laitiers s'était effondré de 54 %. En 2010, elle voulait créer une nouvelle interprofession laitière « l'Office du Lait » avec le souhait de répartir équitablement les profits générés par l'industrie laitière au niveau Européen. Notamment à l'aide du projet de « Lait Équitable » (Fair Milk) lancé par l'European Milk Board. 
L'APLI conteste vivement la légitimité de la FNSEA et l'accuse de faire preuve de passivité face au prix non rémunérateur du lait au détriment des producteurs. 